# Championnat de Yougoslavie de football 1957-1958
Navigation
Saison précédente Saison suivante
La saison 1957-1958 du Championnat de Yougoslavie de football était la vingt-neuvième édition du championnat de première division en Yougoslavie. Les quatorze meilleurs clubs du pays prennent part à la compétition et sont regroupées en une poule unique où chaque formation affronte deux fois ses adversaires, à domicile et à l'extérieur. En fin de saison, pour permettre le passage du championnat de 14 à 12 équipes, les quatre derniers du classement sont relégués et remplacés par les deux meilleures équipes de deuxième division.
C'est le club du Dinamo Zagreb qui remporte la compétition, en terminant en tête du classement final, avec quatre points d'avance sur le Partizan Belgrade et neuf sur un duo composé du FK Radnički Jugopetrol Belgrade et du double tenant du titre, l'Étoile rouge de Belgrade. C'est le 3e titre de champion de Yougoslavie de l'histoire du club.

## Les clubs participants
| - Partizan Belgrade - Dinamo Zagreb - Étoile rouge de Belgrade - Hajduk Split - OFK Belgrade - FK Vojvodina Novi Sad - NK Zagreb | - RNK Split - Promu de D2 - Velez Mostar - FK Radnički Jugopetrol Belgrade - FK Zeljeznicar Sarajevo - Promu de D2 - Buducnost Titograd - Spartak Subotica - FK Vardar Skopje |

## Compétition

### Classement
Le classement est effectué en utilisant le barème classique (victoire à 2 points, match nul un point, défaite zéro point).
| Rang | Équipe                           | Pts | J  | G  | N | P  | Bp | Bc | Diff |
| ---- | -------------------------------- | --- | -- | -- | - | -- | -- | -- | ---- |
| 1    | Dinamo Zagreb                    | 37  | 26 | 15 | 7 | 4  | 53 | 33 | +20  |
| 2    | Partizan Belgrade                | 33  | 26 | 13 | 7 | 6  | 46 | 33 | +13  |
| 3    | FK Radnički Jugopetrol Belgrade  | 28  | 26 | 11 | 6 | 9  | 50 | 38 | +12  |
| 4    | Étoile rouge de Belgrade (T) (C) | 28  | 26 | 10 | 8 | 8  | 45 | 38 | +7   |
| 5    | FK Vojvodina Novi Sad            | 27  | 26 | 12 | 3 | 11 | 55 | 32 | +23  |
| 6    | Velez Mostar                     | 26  | 26 | 11 | 4 | 11 | 40 | 42 | -2   |
| 7    | FK Vardar Skopje                 | 26  | 26 | 10 | 6 | 10 | 30 | 44 | -14  |
| 8    | Zeljeznicar Sarajevo (P)         | 25  | 26 | 9  | 7 | 10 | 47 | 44 | +3   |
| 9    | Hajduk Split                     | 25  | 26 | 10 | 5 | 11 | 42 | 43 | -1   |
| 10   | Buducnost Titograd               | 25  | 26 | 8  | 9 | 9  | 30 | 36 | -6   |
| 11   | RNK Split (P)                    | 25  | 26 | 12 | 1 | 13 | 35 | 42 | -7   |
| 12   | Spartak Subotica                 | 24  | 26 | 10 | 4 | 12 | 50 | 45 | +5   |
| 13   | OFK Belgrade                     | 20  | 26 | 6  | 8 | 12 | 27 | 50 | -23  |
| 14   | NK Zagreb                        | 15  | 26 | 5  | 5 | 16 | 31 | 61 | -30  |

|  | Qualification pour la Coupe d'Europe des clubs champions 1958-1959 et la Coupe Mitropa 1958       |
|  | Qualification pour la Coupe Mitropa 1958                                                          |
|  | Relégation directe en deuxième division                                                           |
|  | (T) : Tenant du titre (C) : Vainqueur de la Coupe de Yougoslavie (P) : Promu de deuxième division |

## Bilan de la saison
| Championnat de Yougoslavie de football 1957-1958                        |                                 |
| Champion                                                                | Dinamo Zagreb (3e titre)        |
| Coupes et trophées                                                      |                                 |
| Vainqueur de la Coupe de Yougoslavie 1957-1958                          | Étoile rouge de Belgrade        |
| Qualifications continentales                                            |                                 |
| Coupe d'Europe des clubs champions 1958-1959                            | Dinamo Zagreb                   |
| Coupe Mitropa 1958                                                      | Dinamo Zagreb                   |
| Coupe Mitropa 1958                                                      | Partizan Belgrade               |
| Coupe Mitropa 1958                                                      | FK Radnički Jugopetrol Belgrade |
| Coupe Mitropa 1958                                                      | Étoile rouge de Belgrade        |
| Promotions et relégations                                               |                                 |
| Promus en Prva Liga                                                     | NK Rijeka                       |
| Promus en Prva Liga                                                     | FK Sarajevo                     |
| Relégués en Championnat de Yougoslavie de football de deuxième division | RNK Split                       |
| Relégués en Championnat de Yougoslavie de football de deuxième division | Spartak Subotica                |
| Relégués en Championnat de Yougoslavie de football de deuxième division | OFK Belgrade                    |
| Relégués en Championnat de Yougoslavie de football de deuxième division | NK Zagreb                       |